# 福井県の映画祭
福井県の映画祭（ふくいけんのえいがさい）は福井県で開催された映画祭の一覧。

## ふくい街かど映画祭
1997年から2000年まで開催されていた。「福井街かど映画祭」や「福井街角映画祭」とも表記していた。
2005年に国民文化祭の一環として5年ぶりに開催された。
- 1997年3月、'97ふくい街かど映画祭
- 1998年3月、'98ふくい街かど映画祭
- 1999年3月、'99ふくい街かど映画祭
- 2000年6月、ふくい街かど映画祭2000
- 2005年10月、第20回国民文化祭ふくい2005映像文化フェスティバルの一つとしてふくい街かど映画祭が開催される。

## 福井インディーズ映画祭
2000年から2003年まで開催されていた。応募作品すべて上映”の公約を掲げた映画祭は、最終回となる2003年7月19日の第五回開催までの3年間で計252作品を上映し、インディペンデント映画界で話題となった。
2005年に『「福井青春物語」完成記念映画祭』として3日間上映、のべ1,252名動員。
- 第一回
  - 2000年9月、福井インディーズ映画祭2000
- 第二回
  - 2001年3月、福井インディーズ映画祭March2001
  - 2001年4月、福井インディーズ映画祭April2001
- 第三回
  - 2001年8月、第三回福井インディーズ映画祭観客審査
  - 2001年9月、第三回福井インディーズ映画祭
- 第四回：
  - 2001年12月～2002年3月、第四回福井インディーズ映画祭観客審査
  - 2002年4月～5月、第四回福井インディーズ映画祭
- 第五回
  - 2003年5～6月、第五回福井インディーズ映画祭観客審査
  - 2003年7月、福井インディーズ映画祭【最終回】

特別上映
- 2002年3月20日～3月22日、『山本浩司に気をつけろ！』
- 2005年5月1日～5月3日、『「福井青春物語」完成記念映画祭』

## 福井映画祭
福井映画祭実行委員会が主催。2006年から鯖江市文化センターにて開催している。
- 第一回「福井映画祭2006」 - 2006年11月23日開催。
- 第二回「福井映画祭2007」 - 2007年11月3日開催。
- 第三回「福井映画祭2008」 - 2008年11月23日開催。
- 第四回「福井映画祭2009」 - 2009年11月22日開催。
- 第五回「福井映画祭2010」 - 2010年11月20日～11月21日開催。全18作品上映、特別審査員 田中光敏監督。
- 「キズナ映像フェスティバル」 - 2011年12月2日、2012年1月22日開催。東日本大震災をうけて、「絆」をテーマにした映画を上映。
- 第六回「福井映画祭2011」 - 2011年12月3日～12月4日開催。
- 第七回「福井映画祭2012」 - 2012年12月1日～12月2日開催。
- 第八回「福井映画祭2013」 - 2013年11月30日～12月1日開催。
- 第九回「福井映画祭9th」 - 2015年2月28日～3月1日開催。
- 第十回「福井映画祭10TH」- 2016年2月27日〜2月28日開催。

## 福井まちなか映像フェス
2007年から福井まちなか文化施設 響のホールにて開催している。
福井まちなか映画祭としてスタート
- 第一回「福井まちなか映画祭2007」- 2007年11月2日開催。テーマは福井県名物のソースカツ丼だった。

- 第二回「福井まちなか映画祭2008～ショートムービーフェスティバル～」 - 2008年11月2日開催。福井県に関係するもので響のホールが映っていれば、テーマは自由だった。

- 第三回
  - 2009年11月1日、福井まちなか映画祭'09
- 第四回
  - 2010年10月31日、福井まちなか映画祭2010
- 第五回
  - 2011年10月30日、福井まちなか映画祭2011
- 第六回「福井まちなか映画祭2012」 - 2012年10月28日開催

- 第七回「福井まちなか映画祭2013」 - 2013年10月27日開催
  - 10団体による12作品上映後、津田寛治監督『カタラズのまちで』上映。

- 第八回「福井まちなか映像フェス2014」 - 2014年10月26日開催。福井まちなか映像フェスと改称。

- 2015年は開催されず[2]

### 主な出品校・団体
中学校
- 福井大学 附属中学校 放送部

高校
- 北陸高校 放送部
- 藤島高校 放送部
- 羽水高校 放送部
- 丹南高校 放送部
- 若狭東高校 放送部

大学
- 福井大学 映画部
- 仁愛大学 モ−ショングラフィックス (もぐら)
- 仁愛女子短期大学

社会人団体
- DEGIKEN
- HOUND PROJECT - ウェイバックマシン（2005年3月22日アーカイブ分）
- Faith tribe
- Poe Entertainment - ウェイバックマシン（2016年3月4日アーカイブ分）